# ماثيو بينجلي
ماثيو بينجلي (بالإنجليزية: Matthew Bingley)‏ (ولد: 16 أغسطس 1971، سيدني - )؛ هو لاعب كرة قدم أسترالي سابق كان يلعب كمدافع.

## المسيرة الاحترافية

### أندية لعب لها
- ماركوني ستاليونز
- فيسيل كوبه
- جيف يونايتد إتشيهارا تشيبا
- نادي نيوكاسل يونايتد جتز
- نادي برث غلوري لكرة القدم
- سيدني إف سي

## روابط خارجية
- ماثيو بينجلي على موقع الاتحاد الدولي (مؤرشف)  (الإنجليزية)
- ماثيو بينجلي على موقع رابطة كرة القدم اليابانية للمحترفين (اليابانية)
- ماثيو بينجلي على موقع قاعدة بيانات كرة القدم.إي يو (الإنجليزية)
- ماثيو بينجلي على موقع ناشيونال فوتبول تيمز (الإنجليزية)
- ماثيو بينجلي على موقع عالم كرة القدم.نت (الإنجليزية)